# كما تشاء
كما تشاء هي مسرحية كوميدية ريفية، كتبها ويليام شكسبير في سنة 1599 أو في بداية 1600. العرض الأول للمسرحية غير معروف.تدور أحداث المسرحية حول بطلة القصة روزليند عندما تسافر مع ابنة عمها سيليا نتيجة لاضطهاد عمها لها برفقة مهرج البلاط حتى يصلوا إلى غابات الأردين.
تباينت آراء النقاد حول المسرحية بين من يراها تفتقر لجودة الأعمال الشكسبيرية الأخرى وبين من يراها تحفة فنية.
الجدير بالذكر أن المسرحية تصور واحدا من أهم اقتباسات شكسبير ألا وهو أن «الحياة كلها مسرح».حظيت المسرحية بشعبية كبيرة بين أوساط الناس وحتى اليوم يتم تداولها كثيرا في التلفاز والراديو.

## الشخصيات
محكمة ديوك فريدرك:
| - ديوك فريدرك, أخ ديوك الأصغر وأب سيليا - روزاليند, أخت ديوك الكبرى - سيليا, ابنة ديوك فريدرك وقريبة روزاليند - توتشستون, مخادع المحكمة - لو بو, محاكمة - شارلز, مصارع المحكمة العليا في المنفى من ديوك في غابة آردن: - ديوك سينور, أخ ديوك فريدرك الأكبر وأب روزاليند - جاكيس, ملك حزين، مستاء - أمينز ملك، وموسيقي المنزل للمتوفى السيد رونالاد دي بوز - أوليفير دي بوز, الابن الأكبر وولي العهد - جاكيز دي بوز, - أورلاندو دي بوز, الابن الأصغر - أدام, خادم قديم مخلص والذي يتبع أورلاندو للمنفى - دينز, خادم أوليفر | شعب البلاد في غابة أردن: - فيبي, راعية - سيلفيز, راع - أودري, فتاة ريفية - كورين, راعية عجوز - ويليام, رجل ريفي - أوليفر مارتكست, قسيس شخصيات أخرى: - الأسياد والسادات في محكمة ديوك فريدرك - الأسياد في محكمة الغابة لديوك سينيور - الكتاب والموسيقين - هيمان، شخصية تظهر في المسرحية داخل المسرحية، رب الزواج ; كما يضهر في القناع |

1. ↑  "معلومات عن كما تشاء على موقع idref.fr". idref.fr. مؤرشف من الأصل في 2022-03-27.
2. ↑  "معلومات عن كما تشاء على موقع e-teatr.pl". e-teatr.pl. مؤرشف من الأصل في 2019-04-11.
3. ↑  "معلومات عن كما تشاء على موقع viaf.org". viaf.org. مؤرشف من الأصل في 2022-03-27.